# Самуел Тефера
Самуел Тефера (амх. ሳሙኤል ተፈራ; 23. октобар 1999.) је етиопски атлетичар, тркач на средње стазе који је специјализован за трку на 1500 метара. Са 18 година постао је светски шампион у дворани 2018. Одбранио је ову титулу на Светском првенству у дворани 2022. када је и поставио рекорд шампионата. Тефера је афрички рекордер у дворани за 1500 метара.
Држао је светски рекорд у дворани на 1500 метара пуне три године. Његов лични рекорд је тренутно други најбржи резултат свих времена на 1.500 метар у дворани.

## Каријера
Самуел Тефера је свој први велики наступ имао 2017. године, када је као 17-годишњак представљао Етиопију на 1.500 метара на Светском првенству у Лондону.
У марту 2018. освојио је златну медаљу на Светском првенству у дворани одржаном у Бирмингему.
У фебруару 2019. године, још увек јуниор, стар само 19 година, Тефера је истрчао светски рекорд у дворани на Великој награди Бирмингема са временом од три минута и 31,04 секунде. Побољшао је за 0,14 секунде 22-година стар светски рекорд Мароканца Хишама ел Геружа. Теферин рекорд је 2022. године поправио Јакоб Ингебригтсен.
Тефера је представљао Етиопију на одложеним Олимпијским играма у Токију 2020. где је имао проблем са повредом и елиминисан је у квалификационим тркама на 1500 метара.
На Светском првенству у дворани 2022. у Београду, Тефера је одбранио титулу у времену од 3:32,77 (Рекорд шампионата), победивши Ингебригтсена који је истрчао 3:33,02. Абел Кипсанг је завршио трећи за 3:33,36.

## Међународна такмичења
| Представљајући Етиопију | Представљајући Етиопију      | Представљајући Етиопију         | Представљајући Етиопију | Представљајући Етиопију | Представљајући Етиопију   |
| Година                  | Такмичење                    | Место                           | Пласман                 | Дисциплина              | Резултат                  |
| ----------------------- | ---------------------------- | ------------------------------- | ----------------------- | ----------------------- | ------------------------- |
| 2017                    | Светско првенство            | Лондон, Уједињено Краљевство    | 31.                     | 1500 м                  | 3:46.22                   |
| 2018                    | Светско првенство у дворани  | Бирмингем, Уједињено Краљевство | 1.                      | 1500 м                  | 3:58.19                   |
| 2018                    | Светско првенство за јуниоре | Тампере, Финска                 | 5.                      | 1500 м                  | 3:43.91                   |
| 2018                    | Афричко првенство            | Асаба, Нигерија                 | 10.                     | 1500 м                  | 3:45.38                   |
| 2019                    | Светско првенство            | Доха, Катар                     | – Квалификације         | 1500 м                  | Одустао                   |
| 2021                    | Олимпијске игре              | Токио, Јапан                    | 20.                     | 1500 м                  | 3:37.78                   |
| 2022                    | Светско првенство у дворани  | Београд, Србија                 | 1.                      | 1500 м                  | 3:32.77 Рекорд шампионата |
| 2022                    | Светско првенство            | Јуџин, САД                      | 17.                     | 1500 м                  | 3:37.71                   |
| 2024                    | Светско првенство у дворани  | Глазгов, Уједињено Краљевство   | 7.                      | 1500 м                  | 3:38.10                   |
| 2024                    | Олимпијске игре              | Париз, Француска                | 14.                     | 1500 м                  | 3:33.02                   |